# Узбекистан и Европейский союз
Узбекистан и Европейский союз — двусторонние дипломатические отношения между Узбекистаном и Европейским союзом.
Начало отношениям Республики Узбекистан с Европейским Союзом было положено подписанием 15 апреля 1992 года Меморандума о взаимопонимании между Правительством Республики Узбекистан и Комиссией Европейских Сообществ (КЕС). 16 ноября 1994 года между сторонами были установлены дипломатические отношения. 
Соглашение о партнёрстве и сотрудничестве (СПС) Евросоюза и Узбекистана подписано во Флоренции в июне 1996 года на уровне глав государств.
Ныне действующее Соглашение о расширенном партнерстве и сотрудничестве подписано 6 июля 2022 года. 

## Торговля
СПС обязывает ЕС и Узбекистан предоставлять друг другу поддержку с наибольшим благоприятствованием в следующих сферах:
- таможенные сборы и пошлины в отношении импортируемых и экспортируемых товаров;
- прямое и косвенное налогообложение в отношении импортируемых товаров, а также правила торговли, приобретения, транспортировки, распространения и использования товаров на внутреннем рынке[3].

ЕС является важным торгово-экономическим партнером Узбекистана и занимает пятое место во внешней торговле республики. По итогам 2013 года товарооборот со странами ЕС составил 1,655 млн евро (что составляет около половины товарооборота между ЕС и с такими странами как Грузия и Молдавия), в том числе экспорт – 247 млн $, импорт – 1,408 млрд $. По сравнению с 2012 годом рост товарооборота составил 10,2 %. 

## Другие сферы сотрудничества
В качестве дальнейшей реализации положений СПС следует отметить подписание Узбекистаном и ЕС в 2011 году Меморандума о взаимопонимании по вопросам сотрудничества в области энергетики, а также учреждение 31 мая 2011 года дипломатического представительства ЕС в Ташкенте, которые способствовали дальнейшему прогрессу двусторонних отношений. 28 ноября 2012 года Узбекистан посетил Верховный представитель Европейского Союза по иностранным делам и политике безопасности, а также вице-президент Еврокомиссии Кэтрин Эштон, которая была принята президентом Исламом Каримовым. 
Финансируемые ЕС проекты для Узбекистана в настоящее время обеспечивают поддержку в сфере судебно-правовых реформ, улучшения социальных услуг, в частности, касающихся здоровья матерей и детей, сельскохозяйственного развития, малого и среднего бизнеса, окружающей среды, совершенствовании системы государственного управления и т. д. 